# 王承 (晉朝)

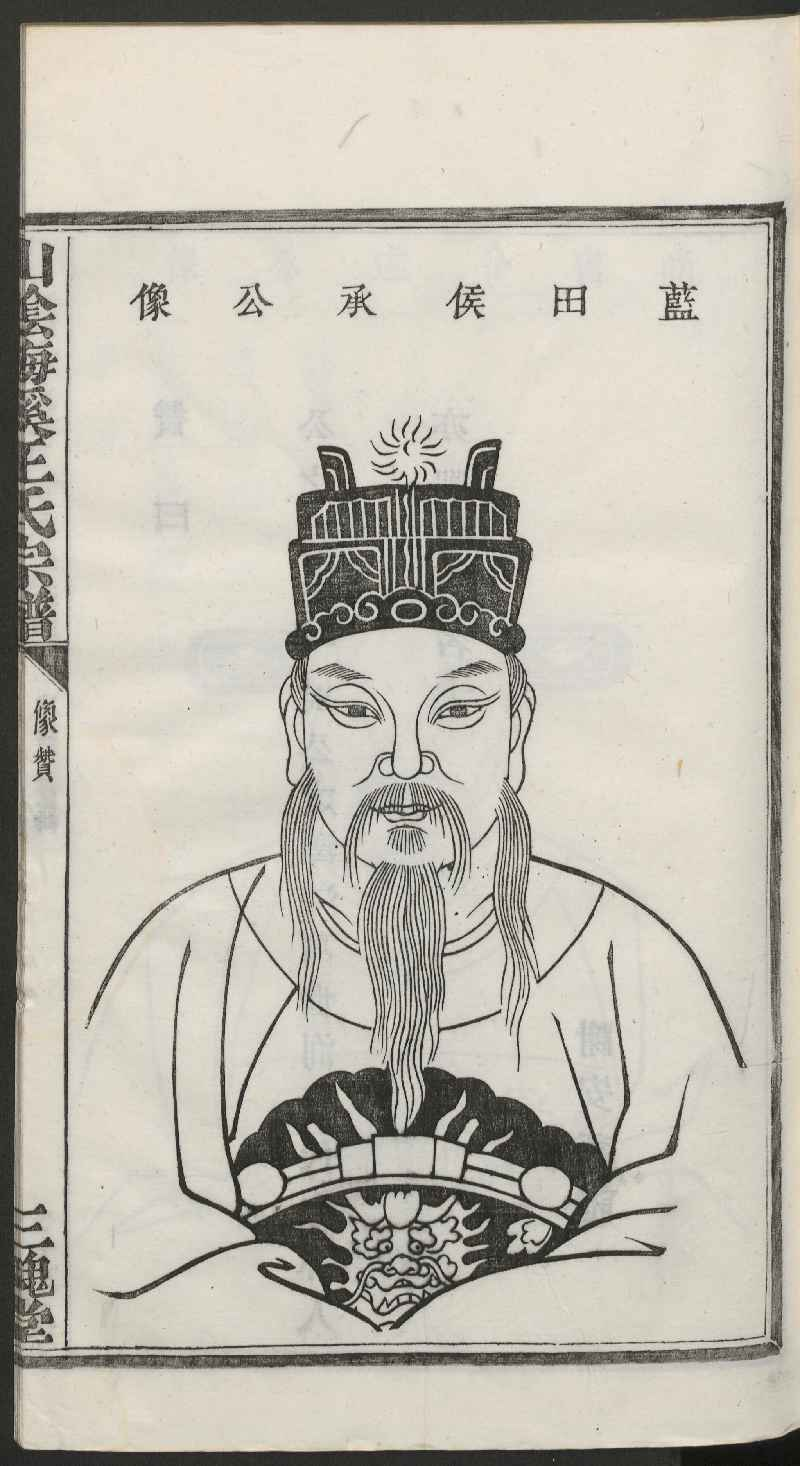
王承

王承（3世紀—4世紀），字安期，太原郡晉陽（今山西太原）人，王湛子。晉朝官員，曾擔任司馬越的幕僚屬官和東海太守，後因避亂南渡江東。

## 生平
王承清靜虛無，少有私欲，沒有特意提高修養。和人論辯時亦只指明要點而沒有引以文辭修飾，於是有識之士都佩服他的簡約通達。二十歲時就已知名，被王衍賞識並與樂廣比擬。
永寧元年（301年），王承任驃騎將軍司馬乂的參軍。但當時諸王衝突激烈，連司馬乂都圖謀推翻主政的司馬冏，王承於是南下避難。後遷任司空司馬越的從事中郎。光熙元年（306年）因參與自長安迎晉惠帝回洛陽的行動而封藍田縣侯。同年司馬越出鎮許昌，王承改任記室參軍，並受司馬越看重，更命世子司馬毗以王承為師。在職數年後，王承見朝政日衰，於是以母親年老為由請辭，但不被司馬越所允許。後來，王承遷任東海太守。王承為政崇尚清淨，不會計較細微之事，好像曾經發生了小吏偷取池中的魚和有人因專注學習而夜歸，違反禁止夜行的命令，王承都寬恕其罪。
不久，王承棄官南渡長江，雖然道路阻塞，人心都危懼，但王承仍處之泰然。到琅琊王司馬睿駐鎮的建業後，被其任命為鎮東府從事中郎，受到優厚禮待。王承有很高的聲譽，而且真心待人，多以寬恕待人，故此眾人都親近他，在南渡的名臣中名居第一，比協助司馬睿坐鎮江南的王導更高。
王承於四十六歲時逝世，朝野都十分痛惜。

## 子女
- 王述，東晉衞將軍、尚書令
- 王延，东晋郎中[1]